# Parque de la Familia (Pachuca)
El Parque Hidalgo es un parque público ubicado en el centro histórico de Pachuca de Soto, en el estado de Hidalgo, en México.

## Historia

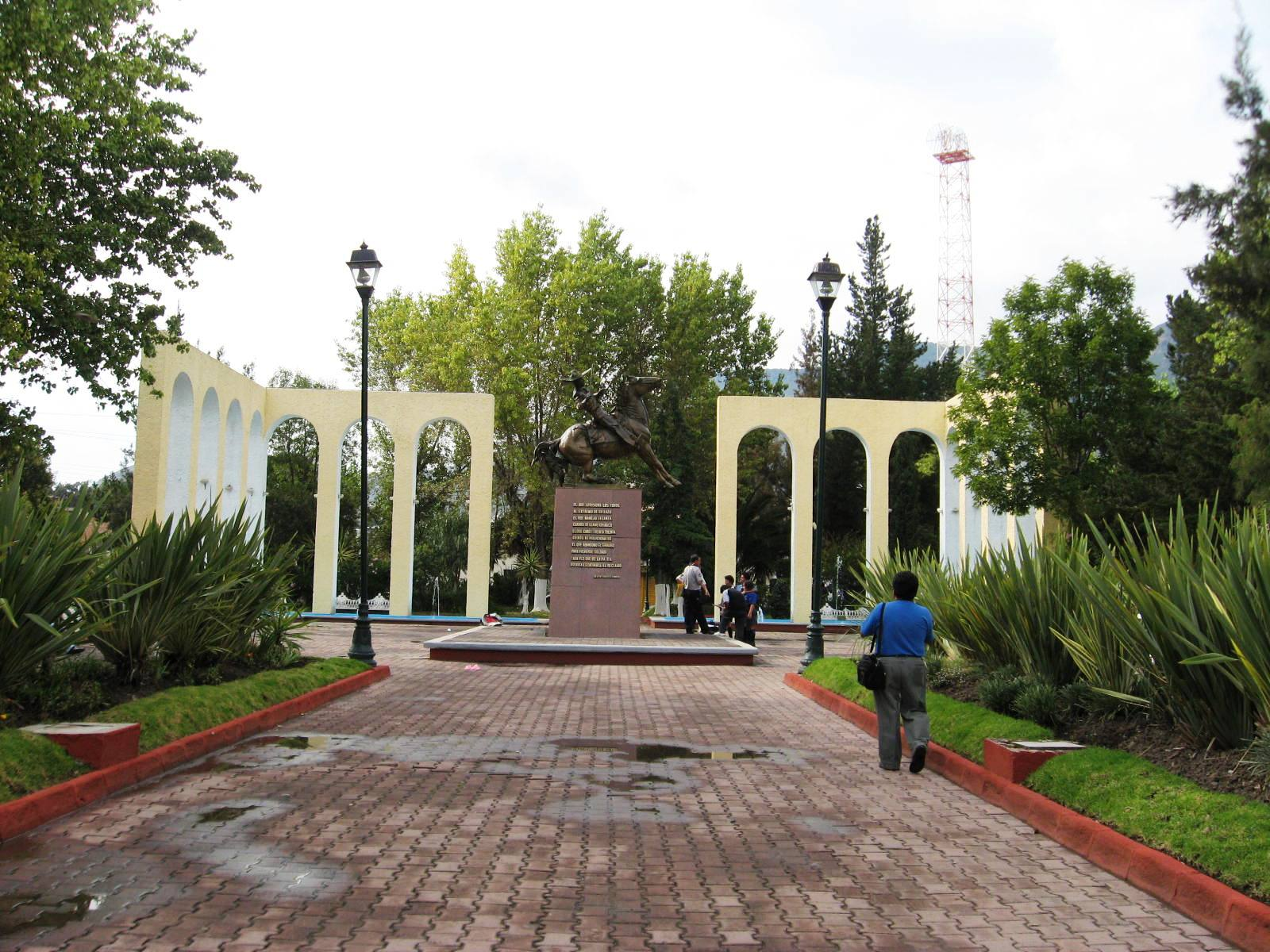
Parque del Charro en 2008.

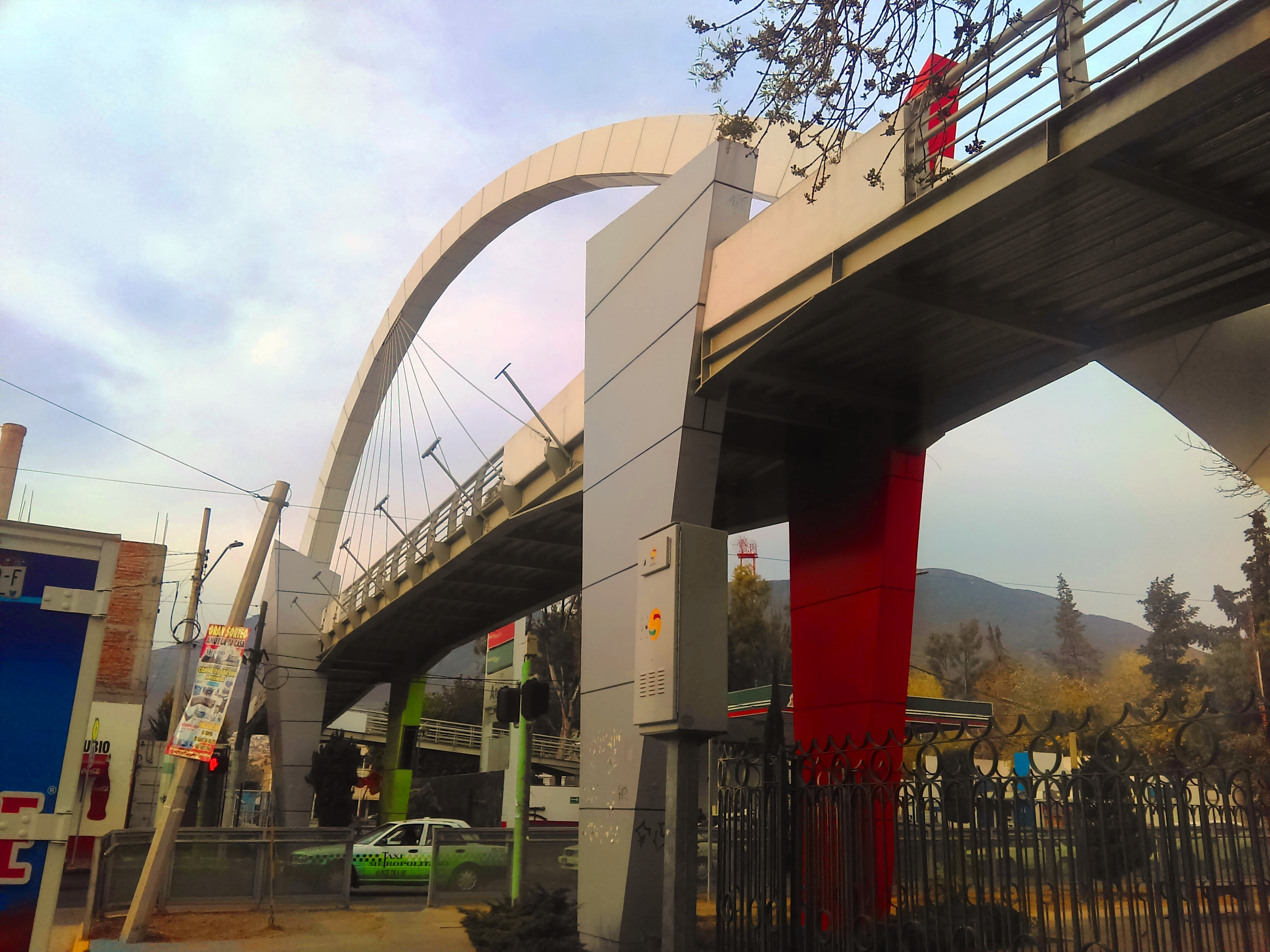
Puente que une al Parque de la Familia con el Jardín del Maestro.

Durante el segundo periodo del gobernador, Jorge Rojo Lugo se emprendió diversas obras de remodelación urbana en Pachuca de Soto, sobre la Avenida Juárez, se construyó el Parque del Charro en los antiguos terrenos de la estación de Petróleos Mexicanos, que habían sido el tinacal de la hacienda de Chavarría. Diseñado por el arquitecto Armando Ruiz Pérez, con un monumento al charro, donde se colocó una obra del escultor Humberto Peraza y los versos de Delfín Sánchez Juárez.
En 2014 se planteó un proyecto de remodelación, en el cual estaba la posibilidad de construir un estacionamiento subterráneo y un Museo del Juguete. El proyecto contempló la reubicación del Monumento al Charro, teniendo como destino las instalaciones del lienzo charro, al sur de la ciudad. En agosto de 2014 se iniciaron los trabajos de remodelación.
El 17 de octubre de 2015 se inauguró la primera etapa, y se le cambio el nombre a Parque de la Familia. La remodelación contó una inversión de 14.5 millones de pesos, el gobernador, Francisco Olvera Ruiz y el alcalde de Pachuca, Eleazar García Sánchez, inauguraron el parque. En 2016 se realizó la segunda etapa de remodelación; esta parte incluye la construcción de un puente que uniría al Parque de la Familia con el Jardín del Maestro.
El 22 de agosto de 2016 el gobernador Francisco Olvera Ruiz, y el alcalde de Pachuca, Eleazar García Sánchez inauguraron la segunda etapa, con una inversión aproximada de 12 millones de pesos. Para el año 2018 algunos juegos comienzan a mostrar deterioro y falta de mantenimiento. El 12 de abril de 2020, para evitar congregación de personas y la propagación del SARS-CoV-2; el Ayuntamiento de Pachuca de Soto procedió a la sanitización del lugar, y luego se acordonó el perímetro para limitar el acceso principalmente el Jardín de los Hombres Ilustres; esto para manejar la pandemia de enfermedad por COVID-19 en la ciudad.

## Instalaciones

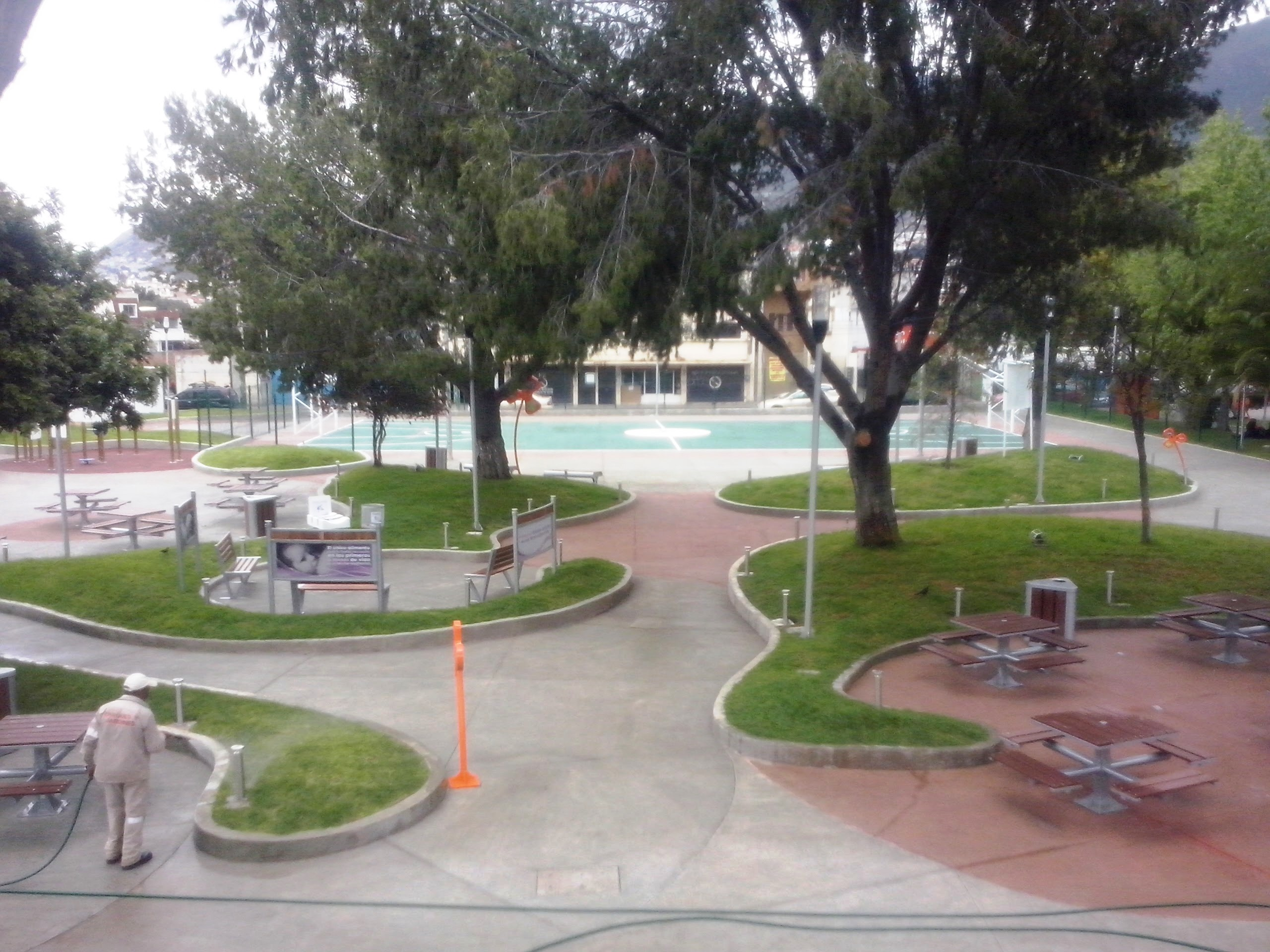
Parque de la Familia.

Consta de Fuentes interactivas que son iluminadas por lámparas led, un sendero peatonal, bici estacionamientos, juegos infantiles, juegos para personas con discapacidad, juegos para mascotas, un laberinto vertical y es el primer parque en Pachuca en contar con un sistema de riesgo automatizado. El mobiliario instalado de una línea ecológica que está hecha de una mezcla de madera y polietileno reciclado. Se instalaron señaléticas y aparca-bicicletas con forma de trébol que fueron diseñados específicamente para este parque.